# Tripanosomiasi animale

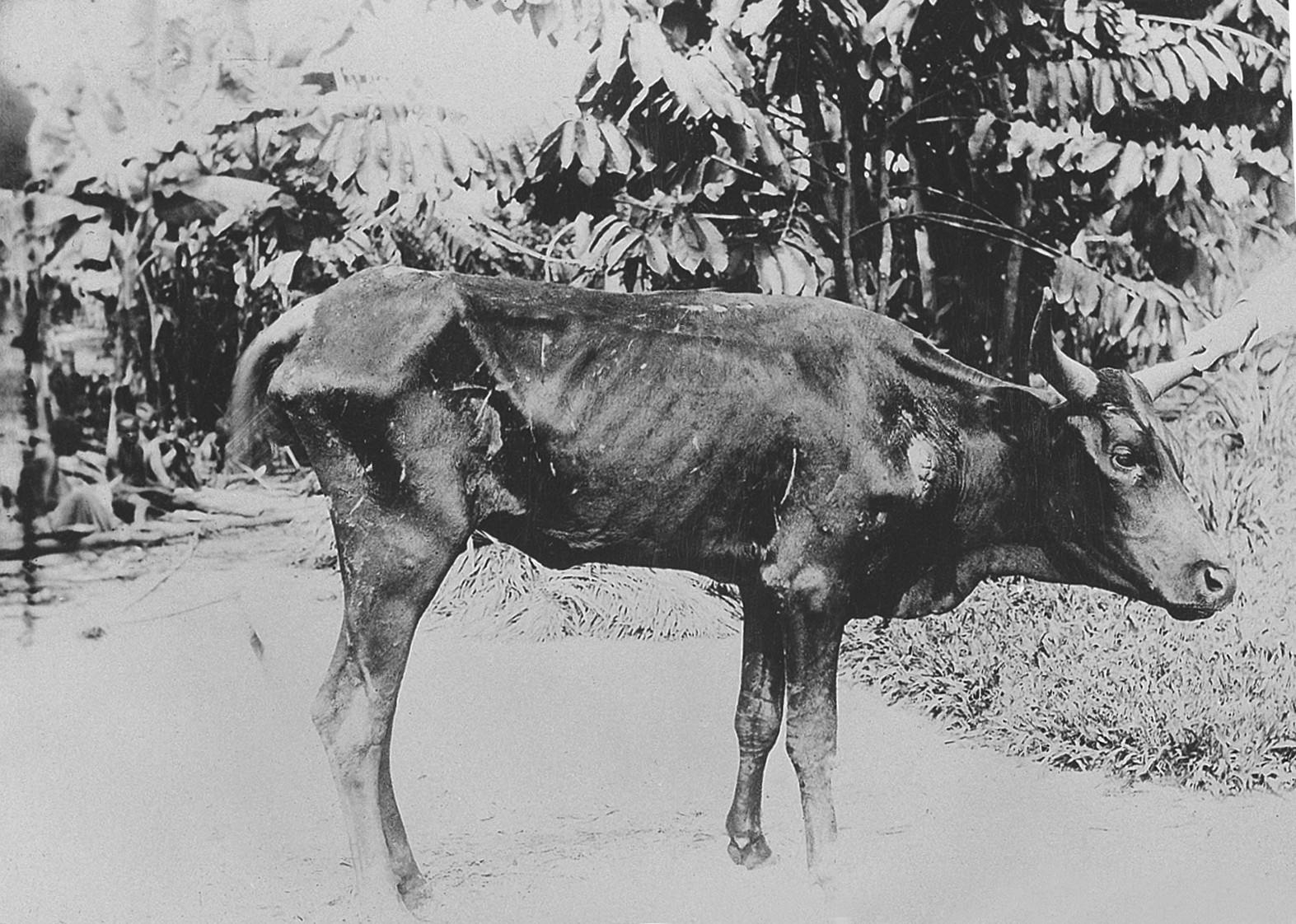
Bovino affetto da tripanosomiasi animale.

La tripanosomiasi animale (nota anche come nagana) è una malattia dei vertebrati causata da tripanosomi di diverse specie del genere Trypanosoma, come il Trypanosoma brucei. I tripanosomi sono trasmessi dalle mosche tse-tse.
Il Trypanosoma vivax causa la nagana principalmente nell'Africa occidentale, sebbene si sia diffuso in Sud America.
I tripanosomi infettano il sangue dell'ospite vertebrato, provocando febbre, debolezza e letargia, che portano a perdita di peso e anemia; in alcuni animali la malattia è fatale se non trattata.
Una caratteristica interessante è la notevole tolleranza alla patologia nagana mostrata da alcune razze di bovini, in particolare il N'Dama, una razza di Bos taurus dell'Africa occidentale. Ciò contrasta con la suscettibilità mostrata dai bovini Bos indicus dell'Africa orientale come lo zebù.

## Trasmissione
La maggior parte dei tripanosomi si sviluppa nella mosca tse-tse (Glossina spp.), il suo vettore biologico, in circa una o poche settimane.
Quando una mosca tse-tse infetta un animale mordendolo, i parassiti vengono trasmessi attraverso la sua saliva. Si ritiene che i vettori più importanti siano i tafani (Tabanidae spp.) e le mosche Stomoxys spp.
Può anche essere diffuso da fomiti come strumenti chirurgici, aghi e siringhe. Può verificarsi anche la trasmissione transplacentare.

## Segni e sintomi
Il periodo di incubazione varia da 4 giorni a circa 8 settimane. L'infezione porta a una significativa perdita di peso e anemia. Si osservano vari sintomi, tra cui febbre, edema, adenite, dermatite e disturbi nervosi.

## Diagnostica
La malattia non può essere diagnosticata con certezza se non rilevando fisicamente i parassiti mediante esame microscopico del sangue o reazioni sierologiche.